# Kazimierz Roman Dębicki
Kazimierz Roman Dębicki (ur. 20 stycznia 1896 w Samborze, zm. 26 lutego 1980 w USA) – polski dyplomata.

## Życiorys
Ukończył studia prawnicze, następnie studiował w Akademii Konsularnej w Wiedniu. W czasie I wojny światowej służył w latach 1915–1917 w Armii Austro-Węgier, dochodząc do stopnia podporucznika artylerii.
Od lipca 1919 w służbie dyplomatycznej II Rzeczypospolitej, początkowo jako pracownik kontraktowy w poselstwie RP w Wiedniu (1919), następnie był attaché z tytułem sekretarza legacyjnego w Delegaturze RP, a potem w poselstwie w Budapeszcie (1919–1924) i sekretarzem Poselstwa RP w Brukseli (1924–1927). Od 1 października 1927 do 1 października 1933 pełnił obowiązki radcy, a następnie dyrektora gabinetu ministra spraw zagranicznych.
16 maja 1935  mianowany posłem nadzwyczajnym i ministrem pełnomocnym przy rządzie Królestwa Jugosławii w Belgradzie, a po ataku III Rzeszy na Jugosławię  6 kwietnia 1941 opuścił wraz z personelem poselstwa Belgrad, by od 10 sierpnia 1941 do 30 sierpnia 1942 kontynuować misję przy rządzie Królestwa Jugosławii na emigracji w Kairze i Londynie. Od października 1942 do 5 lipca 1945 był posłem w Hawanie z zakresem terytorialnym placówki obejmującym: Kubę, Dominikanę i Haiti. Po zakończeniu II wojny światowej wykładał w Georgetown University w Waszyngtonie. Był autorem prac z zakresu historii stosunków międzynarodowych.

## Ordery i odznaczenia
- Krzyż Komandorski Orderu Odrodzenia Polski[4]
- Krzyż Kawalerski Orderu Odrodzenia Polski (9 listopada 1931)[5]
- Złoty Krzyż Zasługi (23 czerwca 1927)[6]
- Medal Dziesięciolecia Odzyskanej Niepodległości[4]
- Wielki Oficer Orderu Świętego Sawy (Jugosławia)[4]
- Wielki Oficer Orderu Gwiazdy Rumunii (Rumunia)[4]
- Komandor Orderu Legii Honorowej (Francja)[4]
- Komandor Orderu Feniksa (Grecja)[4]
- Komandor Orderu Korony Dębowej (Luksemburg)[4]
- Oficer Orderu Leopolda (Belgia)[4]
- Oficer Orderu Korony (Belgia)[4]
- Order Krzyża Orła II klasy (Estonia, 1934)[7]